# Metro de El Cairo
Metro de El Cairo (árabe:مترو انفاق القاهره), en la capital de Egipto, es la primera red de metro construida en el continente africano y en el Mundo Árabe. Tiene tres líneas en funcionamiento.
El Metro de la ciudad de El Cairo depende de la Autoridad Nacional de Túneles. El precio del billete es de 1 libra (0,10 euros o 0,13 dólares). Para evitar el posible acoso sexual derivado de la estrechez, en cada tren hay vagones exclusivos para mujeres, aunque éstas pueden viajar, si lo desean, en cualquier otro remolque.

## Línea 1
La línea 1 (azul), también llamada línea francesa, abrió en 1987, y es el resultado de la unión de dos vías de superficie y un túnel preexistentes. En su mayor parte circula por la superficie (40,5 km), salvo la parte que pasa por el centro de la ciudad, que es subterránea (3 km). Tiene 33 estaciones y une el barrio de El-Marg, en el centro de El Cairo, con la zona industrial de Helwan, al sur.

## Línea 2
A mediados de los años 1990 se añadió una segunda línea (roja), desde Shoubra-El-Kheima que unía el barrio obrero, en el centro, con la Universidad de El Cairo, y más tarde se extendió hasta la vecina ciudad de Guiza. Esta línea 2 (roja), también conocida como línea japonesa, se abrió al público en cuatro fases, entre 1996 y 2000. Tiene 19 km y 20 estaciones e incluye el primer túnel que cruza el Nilo. Su recorrido es subterráneo salvo dos pequeños tramos en Shubra. 
El túnel debajo del Nilo tiene un diámetro interno de 8,35 m y se construyó con dos tuneladoras con escudo de lodo de bentonita Herenknecht, que tienen 9,43 m (30 pies 11 pulgadas) de diámetro. Con una extensión de 21,5 kilómetros (13 millas) con 20 estaciones, a veces se la llama "Línea de construcción japonesa". que está elevado, y una sección justo al sur de este por corte y cubierta. La principal diferencia entre las Líneas 1 y 2 es que la Línea 1 usa una línea aérea mientras que la Línea 2 usa el sistema de tercer carril. 
La construcción de la línea se terminó en octubre de 2000 y luego se extendió a El Mounib. La comunicación para la línea 2 fue proporcionada por Alcatel en 2005. 
El coste total del proyecto fue de 761 millones de euros. 
Después de la revolución egipcia de 2011, la estación "Mubarak" cambió de nombre y ahora se llama "Al-Shohadaa" ("mártires" en árabe). 

## Línea 3
La Línea 3 (verde) del Metro de El Cairo es una línea principal de este a oeste del sistema de transporte público del Metro de El Cairo en el Gran Cairo, Egipto. Tiene una longitud de diseño final de 41,2 km (25,6 millas) con 34 estaciones (21 subterráneas, 2 a nivel, 11 elevadas), donde se han construido y operado 24 estaciones en cuatro fases entre 2007 y 2022.
A partir de octubre de 2022, la línea está operativa entre Kit Kat en Guiza, en la orilla occidental del Nilo, y la terminal de Adly Mansour en las afueras del noreste de El Cairo. La línea cruza el río Nilo dos veces en el ramal occidental entre Kit Kat y Zamalek y el ramal oriental entre Zamalek y el centro de El Cairo. Las fases restantes 3B y 3C que representan la bifurcación occidental en Guiza están actualmente en construcción entre Kit Kat y el Eje Rod al-Farag en Imbaba, y Kit Kat y la Universidad de El Cairo en El-Mohandessin y Dokki. La fase 3B debe abrirse en julio de 2023, la fase 3C en 2024. El proyecto incluye un taller principal adyacente a la terminal oeste de la línea y un taller de reparación ligera en el medio de la línea en la estación de Abbassia. La línea utilizó trenes fabricados en Japón por Kinki Sharyo y Toshiba en sus primeras fases, cambiando a material rodante construido por la empresa conjunta coreana-egipcia Hyundai Rotem y NERIC en las fases posteriores.
La Línea 3 del metro de Caire es la única línea de metro de El Cairo gestionada por un operador-mantenedor privado, a saber, RATP Dev, en el marco de un contrato de 15 años firmado en 2020 y en ejecución desde junio de 2021.

## Red
| Línea  | Terminales                    | Inicio de operaciones | Última extensión | Largo                     | Estaciones |
| ------ | ----------------------------- | --------------------- | ---------------- | ------------------------- | ---------- |
| 1      | Helwan – El Marg              | 1987                  | 1999             | 44,3 kilómetros (27,5 mi) | 35         |
| 2      | Shubra Al Khaimah – El Mounib | 1996                  | 2005             | 21,6 kilómetros (13,4 mi) | 20         |
| 3      | Rod Al-Farag – Adly Mansour   | 2012                  | 2024             | 26,1 kilómetros (16 mi)   | 29         |
| Total: | Total:                        | Total:                | Total:           | 92 kilómetros (57 mi)     | 80         |

## Ampliaciones
Está prevista la construcción de cuatro nuevas líneas que reduzcan la congestión de tráfico crónica de la ciudad, en la que circulan gran cantidad de transportes públicos de superficie. La línea 4 unirá las Pirámides de Guiza, en el sudoeste, con Nasr City, en el este. La línea 5 se pretende que sea circular y conecte varias estaciones de otras líneas. La línea 6, por último, discurrirá de norte a sur en la zona este de la ciudad, desde Shubra a Maadi.
También hay planes para otras líneas, incluida una línea circular (Línea 5) que conecta las Líneas 1, 2, 3 y 4 junto con la línea final (Línea 6) que se extenderá desde Shubra hacia el norte hasta el corazón de los distritos de Maadi y Helwan en el sur desde la estación Ataba (intercambio con la línea 2 y la línea 3) a través de la calle El Kalaa شارع القلعة en túneles perforados hasta la estación Salah Eldin Citadel (intercambio con la línea 4) y desde allí hacia ambos distritos a través de túneles perforados utilizando el ruta existente El-Mahager Railway como guía a través de Maadi y Helwan.
Ambas líneas no tendrán lugar antes de terminar tanto la Línea 3 como la Línea 4.

## Línea 4
Está previsto que la línea 4 se extienda desde el distrito de Haram hasta el distrito de New Cairo, conectando el Gran Cairo de oeste a este. Cruzará los dos brazos del río Nilo y tendrá una longitud total de 24 kilómetros (14,9 millas). A principios de 2019, la construcción estaba programada para comenzar en el tercer trimestre de 2019, con una fecha de finalización estimada para 2024.
La fase 1 (oeste) del proyecto se extenderá desde la estación El-Malek El-Saleh (intercambio con la línea 1) hasta la estación de la autopista October-Oasis con una longitud total de 18 km, pasando por la estación de tren de Guiza (intercambio con la línea 2); el plan original para la fase 1 era que comenzara en la estación El-Malek El-Saleh y terminara en la estación del Gran Museo Egipcio con una longitud total de 10 km, pero el Ministerio de Carreteras y Transportes decidió extender la Línea en sus esfuerzos por conectar aún más la Gobernación de Ciudad 6 de octubre con el Área del Gran Cairo; La Fase 1 también incluye el plan para conectar el final de la Línea 4 con los suburbios del 6 de octubre principalmente a través de la ejecución del sistema de tranvía de Ciudad 6 de octubre (O6T), que utilizará un sistema de tren-tranvía alimentado con los tranvías Alstom Regio-Citadis. Esta fase tendrá 15 estaciones a construir con una duración de 6,5 años. Las estaciones de la Fase 1 estarán equipadas con un sistema automático de cobro de tarifas y puertas mosquiteras en los andenes, e incluirán ascensores para el uso de pasajeros discapacitados. La licitación de la Fase 1 se pospuso hasta mayo de 2015 para permitir que la Agencia de Cooperación Internacional de Japón (JICA) completara el estudio de viabilidad y resolviera otros problemas con la construcción a partir de 2015 o 2016, según Ismail El-Nagdy, presidente de la Autoridad Nacional de Túneles con La Agencia de Cooperación Internacional de Japón financia un préstamo de 1200 millones de dólares mientras que el gobierno egipcio cubre el resto de 2400 millones de dólares.
La fase 2 comenzará desde la estación El-Malek El-Saleh, pasará hacia el este a través de la calle Magra El-Oyoun y la ciudadela Salah El-Din en la calle Salah Salem y terminará en la estación del distrito 6 (comienzo del distrito de la ciudad de Nasr) con una fecha de finalización establecida en octubre de 2018.
La fase 3 comenzará en la estación del 6.º distrito y terminará en la estación de Makram Ebeid, siguiendo la calle Mustafa El-Nahas en túneles perforados bajo el antiguo sistema de tranvía existente y, en última instancia, deconstruyendo el antiguo ferrocarril y pavimentando su derecho de paso (aumentando la calle en dos carriles en cada dirección, lo cual es muy necesario para aligerar la congestión del tráfico en el área). Esta fase tiene una fecha de finalización establecida para octubre de 2019. Mitsubishi fue la única empresa que presentó una oferta en una licitación de 64 trenes en la tercera y cuarta fase del proyecto. La oferta fue aceptada en octubre de 2018.
La Fase 4, la fase final, comenzará desde la Estación Makram Ebeid con túneles perforados siguiendo la calle Doctor Hassan El-Sherif y la calle Ahmed El-Zomor, terminando en la Estación de la Academia de Policía cerca de la Carretera de Circunvalación.
En abril de 2022, Mitsubishi Corporation adjudicó a Colas Rail, como líder de un consorcio con Orascom Construction y Thales, el contrato para construir la primera fase de la línea 4 del metro en El Cairo. Según el contrato de 650 millones de euros, el consorcio será responsable de la instalación de los sistemas ferroviarios y la construcción de las vías y el depósito.
Para septiembre de 2023, el primer ministro Moustafa Madbouli dio seguimiento a los avances en la implementación de la primera fase de la Línea 4 del Metro, La tasa de ejecución en la estación del museo es del 40,6 %, mientras que la tasa de progreso en la estación de El Remaya se estima en el 35,6 %, El Ministro de Transportes destacó que la Línea 4 del Metro de El Cairo se extiende a lo largo de 42 kilómetros y comprende 39 estaciones, de las cuales 37 son subterráneas y 2 de superficie, que se están ejecutando en dos fases. La primera fase la llevan a cabo las empresas contratistas egipcias (Arab Contractors Company, Concord, Petrojet y Hassan Allam Construction). Se extiende a lo largo de 19 km e incluye 17 estaciones (16 subterráneas, 1 de superficie) desde el oeste de la carretera de circunvalación en los límites de la ciudad 6 de Octubre, pasando por la estación del Gran Museo Egipcio, luego la plaza El Remaya, luego la calle El Haram hasta Estación de Giza, luego se extiende hasta la estación El Malek El Saleh. Luego la estación El Fustat en la zona del Viejo Cairo. El Ministro añadió que en la parte occidental de la misma se han completado el 23,5% de las obras civiles y actualmente se están ensamblando y equipando 4 tuneladoras "TBM".
Se espera que la Línea 4 del metro de El Cairo entre en operación de pasajeros en febrero de 2028 y está diseñada para una capacidad de 2 millones de pasajeros por día. El servicio de transporte se integrará con el monorraíl de la ciudad de 6 de octubre. La nueva línea de metro satisfará la demanda de transporte, mitigará la congestión del tráfico y mejorará la contaminación del aire en el área metropolitana de El Cairo.
La línea 4 del metro de El Cairo, fase 1, se extiende a lo largo de un área de 13 km e incluye 12 estaciones, Hadayek El Ashgar, Hadayek El Ahram, El Nasr, Gran Museo Egipcio, Plaza El Remaya, El Ahram , El Marrioutiya, Al Areesh, El Matbaa, El Talbiya, Madkour y El Mesaha Square.

## Línea 5
Sería una línea semicircular que conectaría las líneas 1-4 en el norte de El Cairo, desde Nasr City en el este hasta Port Said Street y Shubra El Kheima en el oeste. Tendría una longitud de 20 kilómetros (12 millas), enteramente dentro de túneles perforados. Intersectaría la Línea 1 en la estación Helmiet el-Zaitoun, la Línea 2 en la estación El-Khalafawy, la Línea 3 en la estación Haroun y la Línea 4 en la estación Al-Wafaa we al-Amal.

## Línea 6
Sería una línea norte-sur, desde Shubra en el norte hasta los distritos de Maadi y Helwan en el sur. Iría desde la estación de Ataba a través de la calle El Kalaa en túneles perforados hasta la estación de la ciudadela de Salah Eldin (intercambio con la línea 4) y desde allí se movería a ambos distritos a través de túneles perforados utilizando la ruta existente El-Mahager Railway como guía a través de Maadi y Helwan. Esta Línea tiene una longitud de 19 kilómetros (12 millas).
Intersectaría la Línea 1 en la estación Ghamra, la Línea 3 en la estación Bab al-Sharia, la Línea 4 en la estación Amr Ibn al-Ase y la Línea 5 en la estación Sawah.

## Galería de Imágenes

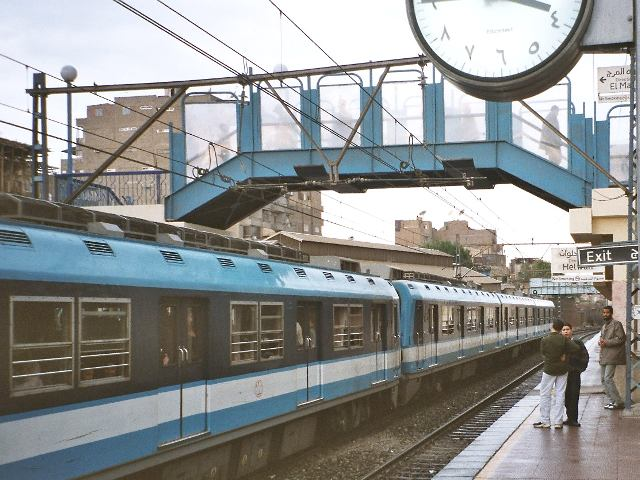
Línea 1: Estación de Mar Girgis (San Jorge).
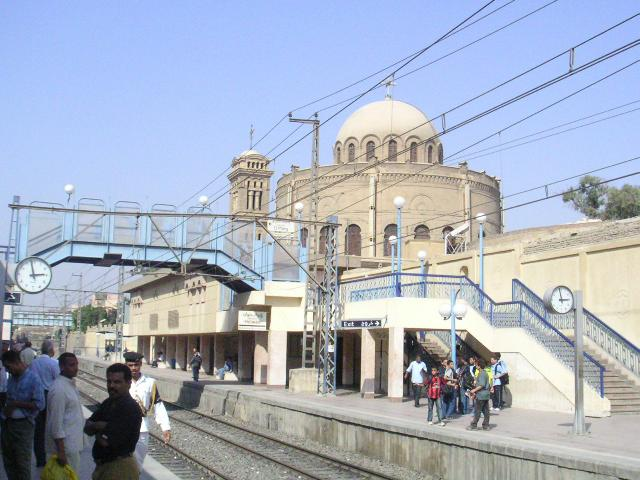
Línea 1: Estación de Mar Girgis.
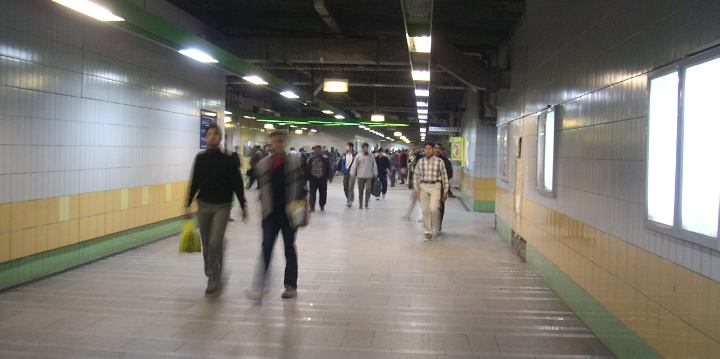
Línea 2: Estación de Ataba.
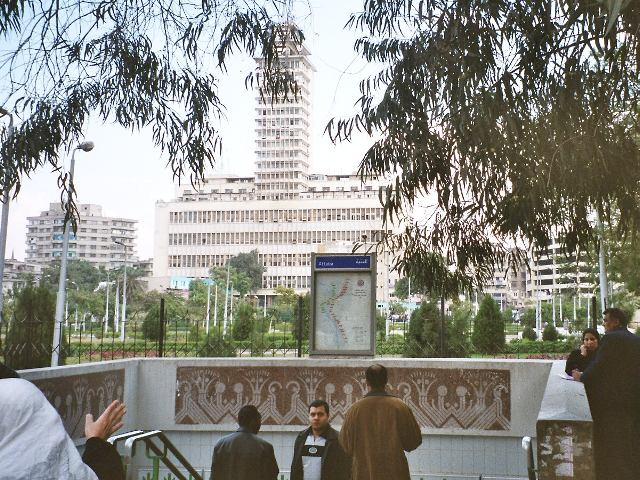
Entrada a la Estación Ataba.
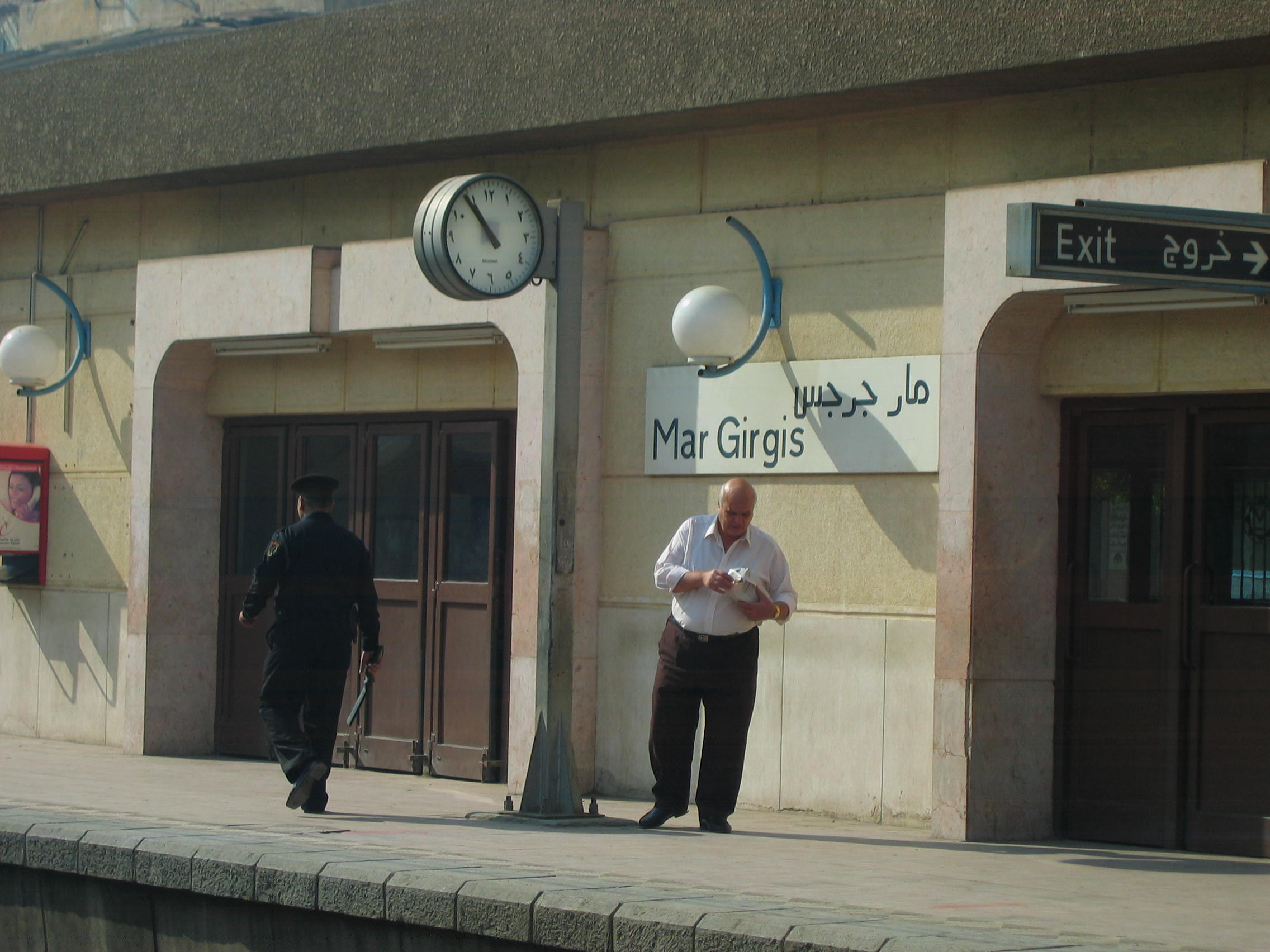
Línea 1: Estación Mar Girgis (San Jorge)
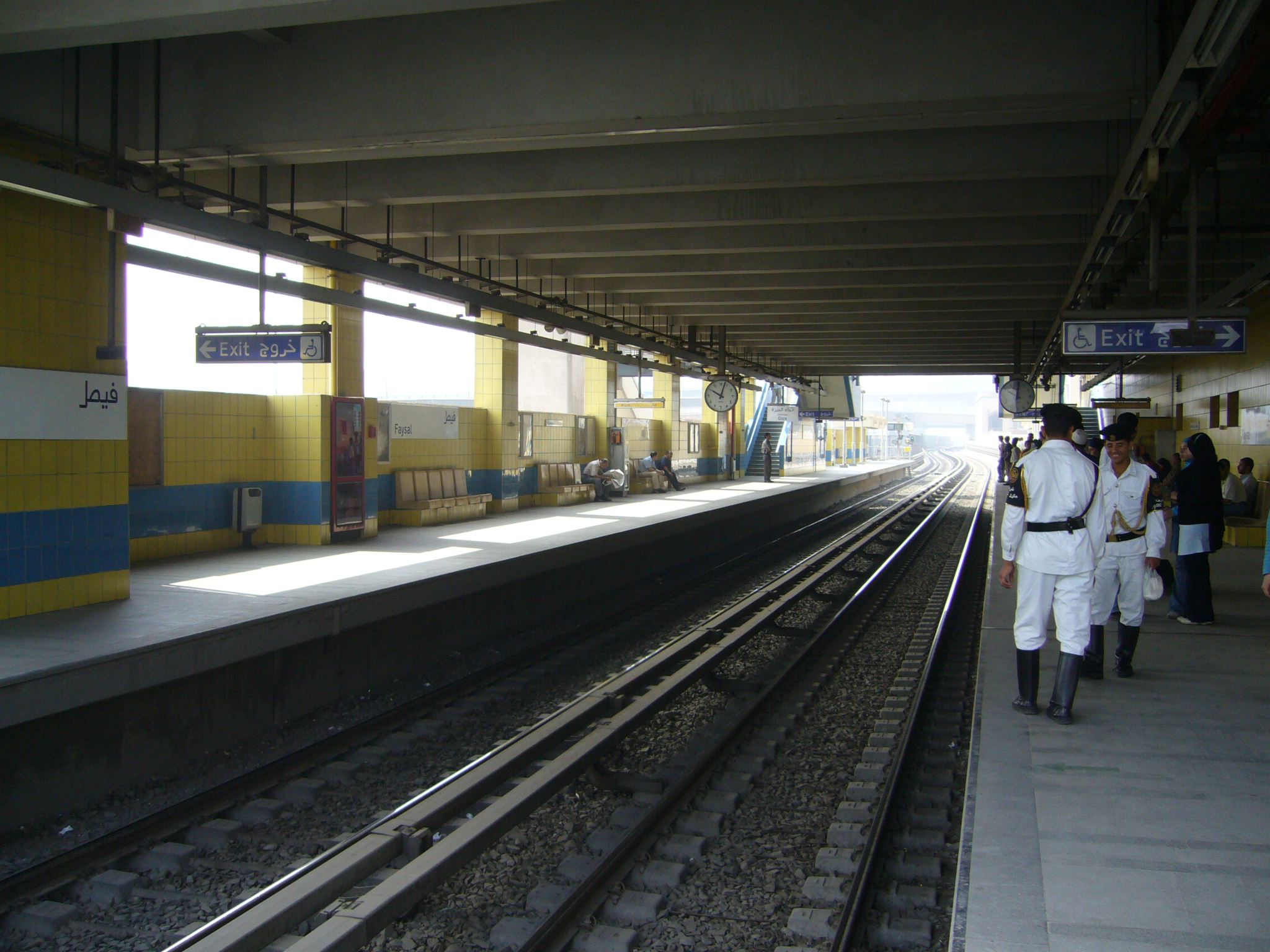
Línea 2: Estación Faysal
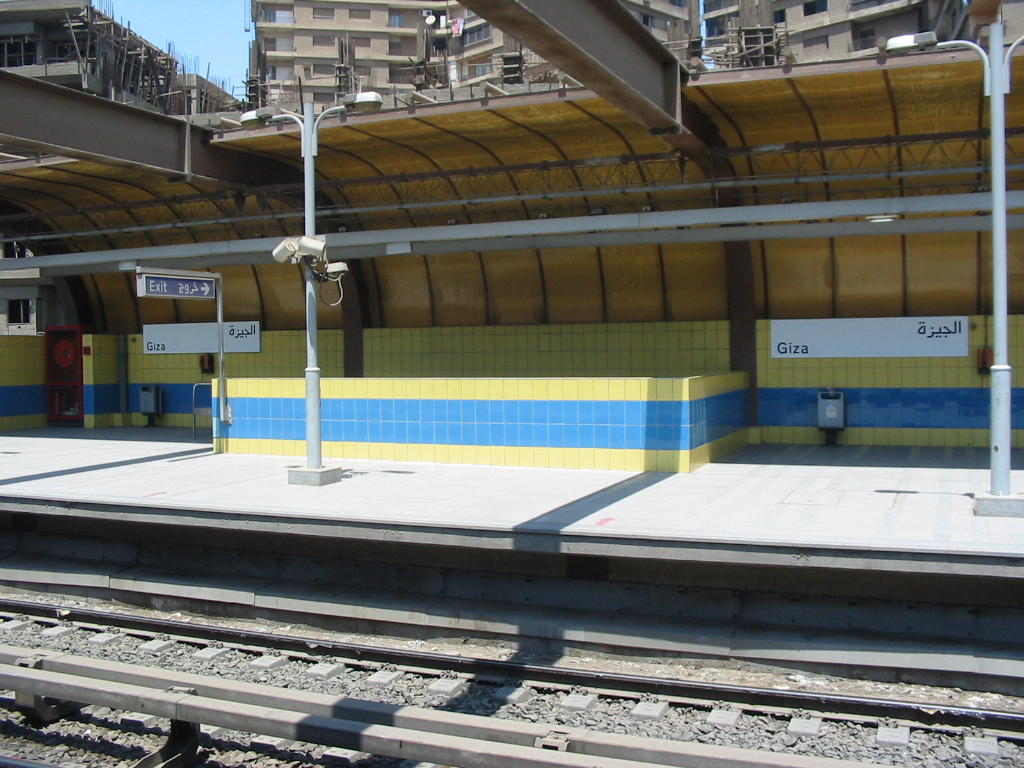
Línea 2: Estación Giza
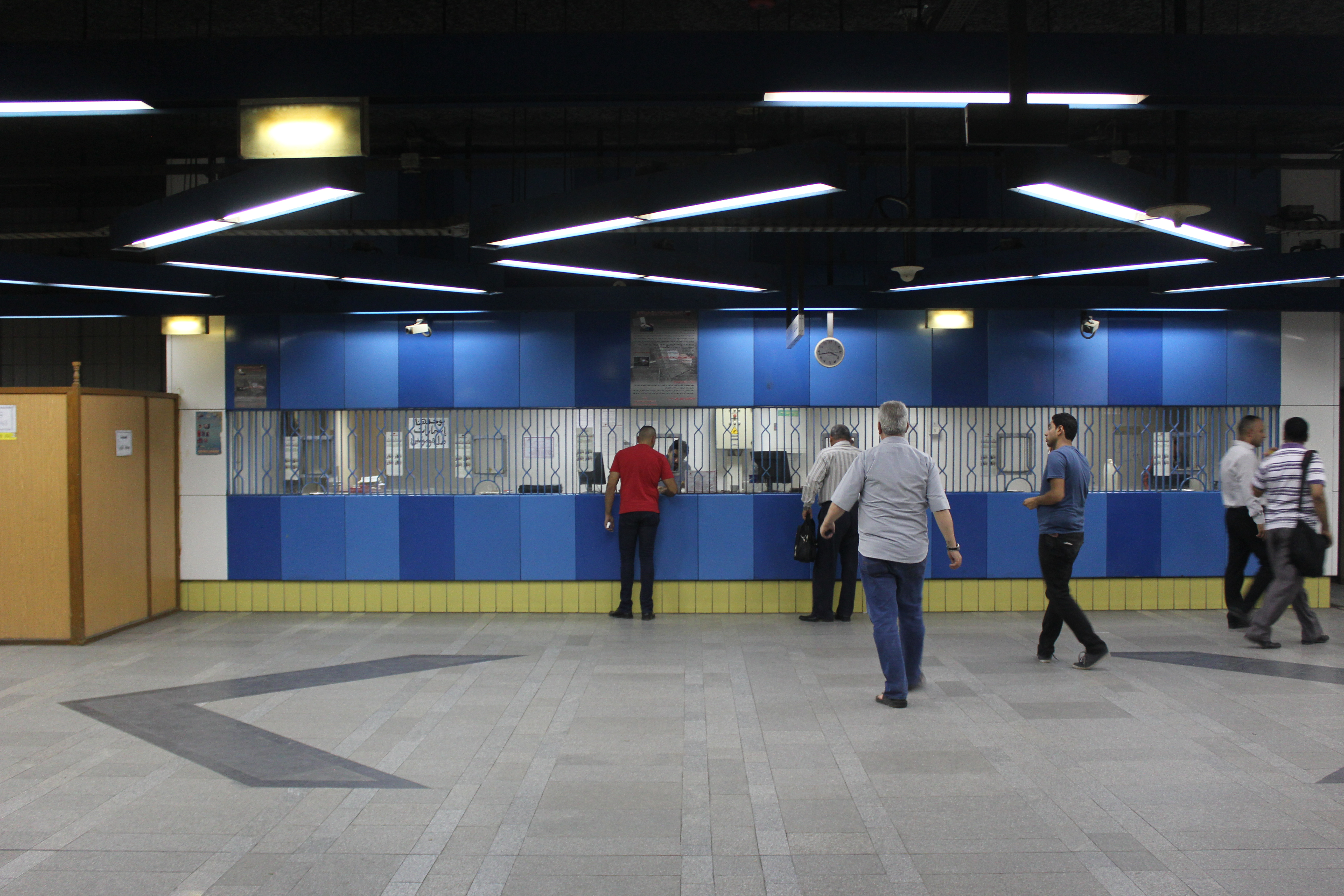
Oficina de venta de Tickets Metro de El Cairo
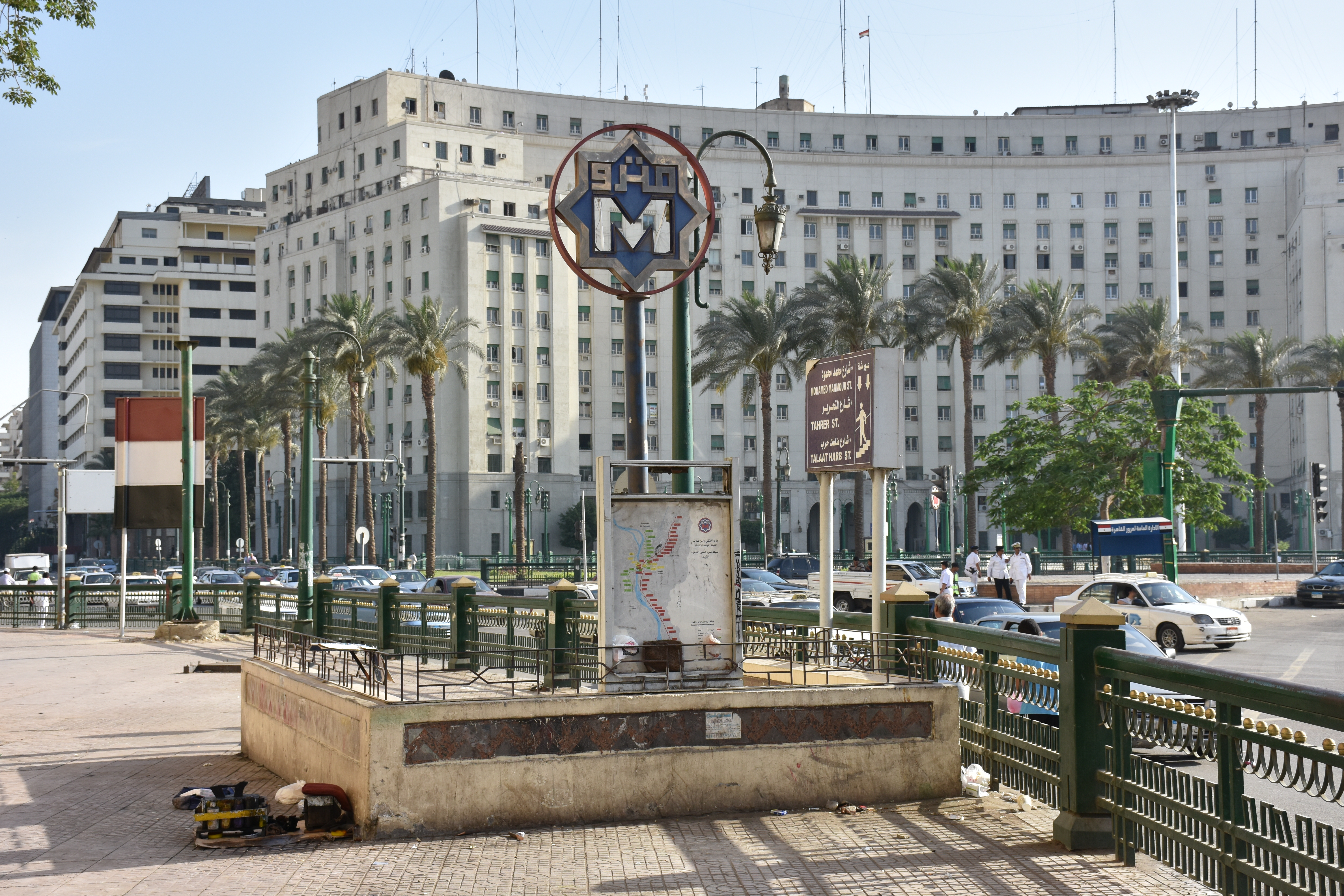
Línea 1, Línea 2: Estación Sadat
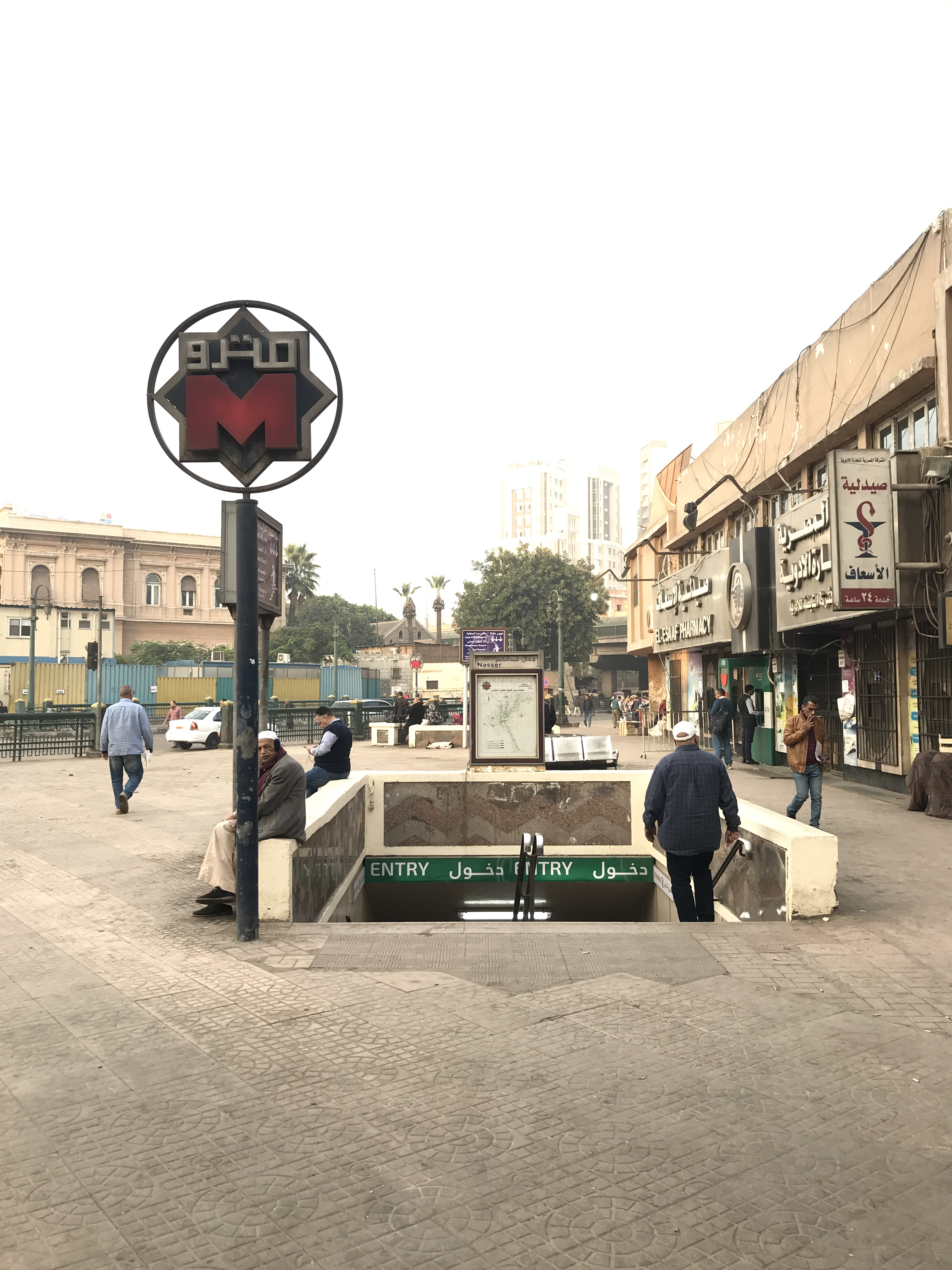
Línea 1: Estación Nasser